# Castelgerundo
Castelgerundo é uma nova comuna italiana da região da Lombardia, província de Lodi, que foi criada em 1 de janeiro de 2018 da união das comunas de Camairago e de Cavacurta. A sede da nova comuna fica em Camairago.
Faz fronteira com  Castiglione d'Adda, Codogno, Formigara (CR), Maleo, Pizzighettone (CR) e Terranova dei Passerini.
Um referendum popular, ocorrido em  22 de outubro de 2017 e terminado positivamente começou o iter que deu origem à fusão das comunas.